# Olchowiec (rejon czortkowski)
Olchowiec (ukr. Вільховець) – wieś na Ukrainie w rejonie czortkowskim należącym do obwodu tarnopolskiego.
W okresie międzywojennym stacjonowała w miejscowości placówka Straży Celnej „Olchowiec”.
Do 2020 w rejonie borszczowskim.